# Sundhetskollegiets hus

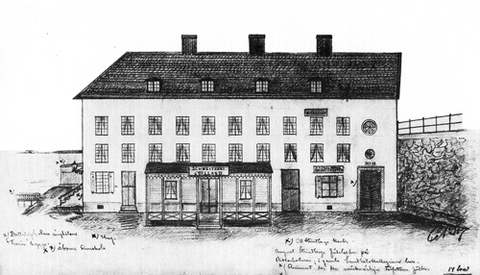
Sundhetskollegiets hus

Sundhetskollegiets hus var en fastighet från 1750-talet på Riddarholmen i centrala Stockholm. Byggnaden var belägen vid vattnet på den västra delen av ön mellan nuvarande Gamla Auktionsverket och Wrangelska palatset. Uppfört som ekonomibyggnad till Kungshuset efter Slottsbranden 1697.[källa behövs] Huset revs 1863.
Byggnaden var ursprungligen ett slottsbageri. Åren 1807–1843 låg Collegium medicum och dess efterföljare Sundhetskollegium här. Byggnaden var även Karolinska institutets första lokal.
Huset är känt som platsen där August Strindberg föddes 1849.